# Asia Kate Dillon
Asia Kate Dillon (sinh ngày 15 tháng 11 năm 1984) là một diễn viên người Mỹ, nổi tiếng với vai diễn Brandy Epps trong Orange Is the New Black và Taylor Mason trong Billions. Dillon là không phân biệt và sử dụng đại từ số ít khi nói về giới tính. Vai diễn của anh trên Billions là nhân vật chính không phân biệt giới tính đầu tiên trên truyền hình Bắc Mỹ, và mang lại cho anh một đề cử Giải thưởng Truyền hình Lựa chọn của Nhà phê bình cho Nam diễn viên phụ xuất sắc nhất trong một bộ phim truyền hình. Dillon cũng đóng vai Người phán xử trong bộ phim hành động John Wick: Phần 3 - Parabellum (2019).